# Betsy Beard
Betsy Beard, född den 16 september 1961 i Baltimore, Maryland, är en amerikansk roddare.
Hon tog OS-guld i åtta med styrman i samband med de olympiska roddtävlingarna 1984 i Los Angeles.